# Saison 2 de RuPaul's Drag Race All Stars
 (juillet 2025).
La mise en forme du texte ne suit pas les recommandations de Wikipédia : il faut le « wikifier ».
Les points d'amélioration suivants sont les cas les plus fréquents. Le détail des points à revoir est peut-être précisé sur la page de discussion.
- Les titres sont pré-formatés par le logiciel. Ils ne sont ni en capitales, ni en gras.
- Le texte ne doit pas être écrit en capitales (les noms de famille non plus), ni en gras, ni en italique, ni en « petit »…
- Le gras n'est utilisé que pour surligner le titre de l'article dans l'introduction, une seule fois.
- L'italique est rarement utilisé : mots en langue étrangère, titres d'œuvres, noms de bateaux, etc.
- Les citations ne sont pas en italique mais en corps de texte normal. Elles sont entourées par des guillemets français : « et ».
- Les listes à puces sont à éviter, des paragraphes rédigés étant largement préférés. Les tableaux sont à réserver à la présentation de données structurées (résultats, etc.).
- Les appels de note de bas de page (petits chiffres en exposant, introduits par l'outil «  Source ») sont à placer entre la fin de phrase et le point final[comme ça].
- Les liens internes (vers d'autres articles de Wikipédia) sont à choisir avec parcimonie. Créez des liens vers des articles approfondissant le sujet. Les termes génériques sans rapport avec le sujet sont à éviter, ainsi que les répétitions de liens vers un même terme.
- Les liens externes sont à placer uniquement dans une section « Liens externes », à la fin de l'article. Ces liens sont à choisir avec parcimonie suivant les règles définies. Si un lien sert de source à l'article, son insertion dans le texte est à faire par les notes de bas de page.
- La présentation des références doit suivre les conventions bibliographiques. Il est recommandé d'utiliser les modèles {{Ouvrage}}, {{Chapitre}}, {{Article}}, {{Lien web}} et/ou {{Bibliographie}}. Le mode d'édition visuel peut mettre en forme automatiquement les références.
- Insérer une infobox (cadre d'informations à droite) n'est pas obligatoire pour parachever la mise en page.

Pour une aide détaillée, merci de consulter Aide:Wikification.
Si vous pensez que ces points ont été résolus, vous pouvez retirer ce bandeau et améliorer la mise en forme d'un autre article.
La deuxième saison de RuPaul's Drag Race All Stars est diffusée pour la première fois du 25 août 2016 au 27 octobre 2016 sur Logo TV aux États-Unis, puis sur WOW Presents Plus à l'international.
Le 22 juillet 2015, l'émission est renouvelée pour sa deuxième saison. Le casting est composé de dix candidates et est dévoilé le 17 juin 2016.
La gagnante de la saison reçoit un an d'approvisionnement de maquillage chez Anastasia Beverly Hills et 100 000 dollars.
La gagnante de la saison est Alaska, avec Detox et Katya comme secondes.

## Candidates
(Les noms et âges donnés sont ceux annoncés au moment de la compétition.)
| Candidate      | Âge | Résidence                  | Saison originale | Classement original | Classement final |
| -------------- | --- | -------------------------- | ---------------- | ------------------- | ---------------- |
| Alaska         | 31  | Los Angeles, Californie    | Saison 5         | Seconde             | Gagnante         |
| Detox          | 31  | Los Angeles, Californie    | Saison 5         | 4e place            | Secondes         |
| Katya          | 33  | Boston, Massachusetts      | Saison 7         | 5e place            | Secondes         |
| Roxxxy Andrews | 31  | Orlando, Floride           | Saison 5         | Seconde             | 4e place         |
| Alyssa Edwards | 36  | Dallas, Texas              | Saison 5         | 6e place            | 5e place         |
| Tatianna       | 27  | Washington D.C.            | Saison 2         | 4e place            | 6e place         |
| Phi Phi O'Hara | 29  | New York, État de New York | Saison 4         | Seconde             | 7e place         |
| Ginger Minj    | 32  | Orlando, Floride           | Saison 7         | Seconde             | 8e place         |
| Adore Delano   | 27  | Azusa, Californie          | Saison 6         | Seconde             | 9e place         |
| Coco Montrese  | 42  | Las Vegas, Nevada          | Saison 5         | 5e place            | 10e place        |

## Progression des candidates
|                | Épisode | Épisode | Épisode | Épisode | Épisode | Épisode | Épisode | Épisode  | Épisode |
| 1              | 2       | 3       | 4       | 5       | 6       | 7       | 8       | 9        |         |
| -------------- | ------- | ------- | ------- | ------- | ------- | ------- | ------- | -------- | ------- |
| Alaska         | HIGH    | WIN     | SAFE    | WIN     | WIN     | WIN     | BTM3    | GAGNANTE | INVITÉE |
| Detox          | SAFE    | BTM3    | WIN     | SAFE    | WIN     | SAFE    | WIN     | SECONDE  | INVITÉE |
| Katya          | SAFE    | WIN     | BTM2    | BTM3    | SAFE    | WIN     | WIN     | SECONDE  | INVITÉE |
| Roxxxy Andrews | WIN     | BTM3    | SAFE    | BTM3    | BTM2    | BTM2    | BTM3    | ÉLIMINÉE | INVITÉE |
| Alyssa Edwards | SAFE    | SAFE    | WIN     | ELIM    | WIN     | HIGH    | ELIM    |          | INVITÉE |
| Tatianna       | WIN     | ELIM    |         |         | WIN     | ELIM    |         |          | INVITÉE |
| Phi Phi O'Hara | BTM3    | HIGH    | HIGH    | WIN     | ELIM    |         |         |          |         |
| Ginger Minj    | HIGH    | SAFE    | ELIM    |         | OUT     |         |         |          | INVITÉE |
| Adore Delano   | BTM3    | QUIT    |         |         |         |         |         |          | INVITÉE |
| Coco Montrese  | ELIM    |         |         |         | OUT     |         |         |          | INVITÉE |

 La candidate a gagné RuPaul's Drag Race All Stars.
 La candidate est arrivée seconde.
 La candidate a été éliminée lors de l'épisode final.
 La candidate a gagné le maxi défi et le lip-sync.
 La candidate a gagné le maxi défi mais a perdu le lip-sync.
 La candidate a gagné le maxi défi mais n'a pas participé au lip-sync.
 La candidate a reçu des critiques positives des juges et a été déclarée sauve.
 La candidate a été déclarée sauve.
 La candidate a reçu des critiques négatives des juges et a été déclarée sauve.
 La candidate a été en danger d'élimination.
 La candidate a été éliminée.
 La candidate a abandonné la compétition.
 La candidate a regagné la compétition.
 La candidate n'a pas regagné la compétition.

## Lip-syncs
| Épisode | Candidate (Choix d'élimination) | vs.                        | Candidate (Choix d'élimination) | Chanson              | Artiste                     | Gagnante(s)             | Candidates en danger d'élimination        | Candidate éliminée |
| ------- | ------------------------------- | -------------------------- | ------------------------------- | -------------------- | --------------------------- | ----------------------- | ----------------------------------------- | ------------------ |
| 1       | Roxxxy Andrews (Coco Montrese)  | vs.                        | Tatianna (Coco Montrese)        | Shake It Off         | Taylor Swift                | Roxxxy Andrews          | Adore Delano Coco Montrese Phi Phi O'Hara | Coco Montrese      |
| 2       | Alaska (Tatianna)               | vs.                        | Katya (Tatianna)                | Le Freak             | Chic                        | Alaska                  | Detox Roxxxy Andrews Tatianna             | Tatianna           |
| 3       | Alyssa Edwards (Ginger Minj)    | vs.                        | Detox (Katya)                   | Tell It to My Heart  | Taylor Dayne                | Alyssa Edwards          | Ginger Minj Katya                         | Ginger Minj        |
| 4       | Alaska (Alyssa Edwards)         | vs.                        | Phi Phi O'Hara (Alyssa Edwards) | Got to Be Real       | Cheryl Lynn                 | Alaska                  | Alyssa Edwards Katya Roxxxy Andrews       | Alyssa Edwards     |
| 5       | Alyssa Edwards (Phi Phi O'Hara) | vs.                        | Tatianna (Phi Phi O'Hara)       | Shut Up and Drive    | Rihanna                     | Alyssa Edwards Tatianna | Phi Phi O'Hara Roxxxy Andrews             | Phi Phi O'Hara     |
| 6       | Alaska (Alyssa Edwards)         | vs.                        | Katya (Roxxxy Andrews)          | Cherry Bomb          | Joan Jett & the Blackhearts | Alaska                  | Roxxxy Andrews Tatianna                   | Tatianna           |
| 7       | Detox (Alyssa Edwards)          | vs.                        | Katya (Roxxxy Andrews)          | Step It Up           | RuPaul                      | Detox                   | Alaska Alyssa Edwards Roxxxy Andrews      | Alyssa Edwards     |
| Épisode | Candidates                      | Candidates                 | Candidates                      | Chanson              | Artiste                     | Gagnante                | Gagnante                                  | Gagnante           |
| 8       | Alaska vs. Detox vs. Katya      | Alaska vs. Detox vs. Katya | Alaska vs. Detox vs. Katya      | If I Were Your Woman | Gladys Knight & the Pips    | Alaska                  | Alaska                                    | Alaska             |

 La candidate a été éliminée après sa première fois en danger d'élimination.
 La candidate a été éliminée après sa deuxième fois en danger d'élimination.
 La candidate a remporté le lip-sync et la saison.

## Juges invités
Cités par ordre chronologique :
- Raven-Symoné, actrice et chanteuse américaine ;
- Ross Mathews, personnalité télévisée américaine ;
- Jeremy Scott, styliste américain ;
- Nicole Scherzinger, chanteuse américaine ;
- Graham Norton, présentateur et comédien irlandais ;
- Aubrey Plaza, actrice américaine.

### Invités spéciaux
Certains invités apparaissent lors des épisodes, mais ne font pas partie du panel de jurés.
Épisode 2
- Bianca Del Rio, drag queen américaine ;
- Jujubee, drag queen américaine ;
- Raven, drag queen américaine ;
- Shangela, drag queen américaine.

Épisode 4
- Big Freedia, actrice et chanteuse américaine ;
- Victoria Parker, drag queen américaine.

Épisode 5
- Alexis Mateo, drag queen portoricaine ;
- Chad Michaels, drag queen américaine ;
- Chelsea Peretti, actrice et humoriste américaine ;
- Gia Gunn, drag queen américaine ;
- Jaidynn Diore Fierce, drag queen américaine ;
- Jessica Wild, drag queen américaine ;
- Jiggly Caliente, drag queen filipino-américaine ;
- Kelly Mantle, drag queen américaine ;
- Kylie Sonique Love, drag queen américaine ;
- Laganja Estranja, drag queen américaine ;
- Madame LaQueer, drag queen américaine ;
- Mariah Paris Balenciaga, drag queen américaine ;
- Monica Beverly Hillz, drag queen américaine ;
- Mrs. Kasha Davis, drag queen américaine ;
- Mystique Summers Madison, drag queen américaine ;
- Nicole Paige Brooks, drag queen américaine ;
- Trinity K. Bonet, drag queen américaine ;
- Victoria Parker, drag queen américaine ;
- Vivacious, drag queen américaine ;
- Vivienne Pinay, drag queen américaine ;
- Yara Sofia, drag queen portoricaine.

Épisode 6
- Marcus Lemonis, personnalité télévisée américaine.

Épisode 7
- Anastasia Soare, femme d'affaires américaine.

## Épisodes
| Candidate | Adore Delano | Alaska | Alyssa Edwards | Coco Montrese | Detox    | Ginger Minj | Katya       | Phi Phi O'Hara | Roxxxy Andrews | Tatianna    |
| Talent    | Chant        | Chant  | Lip-sync       | Danse         | Lip-sync | Chant       | Gymnastique | A cappella     | Burlesque      | Spoken word |

| Candidate  | Alaska   | Alyssa Edwards | Detox       | Ginger Minj        | Katya | Phi Phi O'Hara | Roxxxy Andrews | Tatianna      |
| Personnage | Mae West | Joan Crawford  | Nancy Grace | Tammy Faye Messner | Björk | Theresa Caputo | Alaska         | Ariana Grande |

| Candidate  | Alaska | Alyssa Edwards | Detox                       | Ginger Minj  | Katya         | Phi Phi O'Hara  | Roxxxy Andrews |
| Personnage | Ève    | Annie Oakley   | Marie-Antoinette d'Autriche | Catherine II | Diana Spencer | Hélène de Troie | Eva Perón      |

| Film parodié | Qu'est-il arrivé à Baby Jane ? | Qu'est-il arrivé à Baby Jane ? | Thelma et Louise | Thelma et Louise | Showgirls      | Showgirls      |
| ------------ | ------------------------------ | ------------------------------ | ---------------- | ---------------- | -------------- | -------------- |
| Candidate    | Alaska                         | Alyssa Edwards                 | Detox            | Katya            | Phi Phi O'Hara | Roxxxy Andrews |

| Candidate en lice  | Alaska         | Detox    | Katya       | Phi Phi O'Hara | Roxxxy Andrews |
| Candidate éliminée | Alyssa Edwards | Tatianna | Ginger Minj | Coco Montrese  | —              |

| Candidate finaliste     | Alaska              | Detox            | Katya            | Roxxxy Andrews         |
| ----------------------- | ------------------- | ---------------- | ---------------- | ---------------------- |
| Victoire(s)             | 4                   | 3                | 3                | 1                      |
| Épisode(s)              | Épisodes 2, 4, 5, 6 | Épisodes 3, 5, 7 | Épisodes 2, 6, 7 | Épisode 1              |
| Risque(s) d'élimination | 1                   | 1                | 2                | 5                      |
| Épisode(s)              | Épisode 7           | Épisode 2        | Épisodes 3, 4    | Épisodes 2, 4, 5, 6, 7 |